# Justine Themen
Justine Themen is een Brits toneel- en documentaireregisseur. Ze werkte zes jaar lang in Suriname.

## Biografie
Eind jaren 1990, begin jaren 2000 werkte Justine Themen zes jaar lang in Suriname, het land waar haar grootvader woonde voordat hij eind jaren 1920 naar het Verenigd Koninkrijk vertrok. Ze werkte hier als regisseur in projecten voor het ministerie van Onderwijs, de Nederlandse ambassade, de Kunstraad, verschillende VN-organisaties en in het binnenland voor verschillende vrijwilligersorganisaties. Ze spreekt Engels, Nederlands, Sranantongo en Frans.
In 2002 publiceerde ze samen met Henk Tjon het rapport The state of the performing arts in Suriname 2000-2002. Ook maakte ze documentaires, zoals Abigail die in 2004 uitkwam, en meerdere voor de VPRO, waaronder Villa Paramaribo (2000-2009).
Rond 2003/2004 vertrok ze naar Coventry in Midden-Engeland, waar ze plaatsvervangend artistiek directeur werd van het Belgrade Theatre. In 2016 werd ze onderscheiden met de Britse Theatre’s Creative Case for Diversity Award (2016). In 2020 werd ze benoemd tot mederegisseur van het openingsevenement van Coventry UK City of Culture 2021.